# Bellerive (Vaud)
Pronunciação
Bellerive é uma antiga comuna suíça no cantão de Vaud, localizada no distrito de Broye-Vully.